# Associação Brasileira Interdisciplinar de AIDS
A Associação Brasileira Interdisciplinar de AIDS, ABIA, é uma organização não-governamental sem fins lucrativos, sediada no Rio de Janeiro, fundada no ano de 1986 em resposta a descoberta do HIV e da AIDS. Foi fundada pelo sociólogo Herbert José de Sousa, mais conhecido como "Betinho".
Desde o começo da epidemia, a ABIA procurou mobilizar a sociedade para enfrentar a epidemia de HIV/AIDS no Brasil para a luta por acesso a tratamento e assistência e na defesa dos direitos humanos das pessoas que vivem com HIV e AIDS. Hoje em dia, ela vem atuando no acompanhamento das políticas públicas, na formulação de projetos de educação e prevenção ao HIV/AIDS, e no acesso à informação em HIV/AIDS, publicando boletins, pesquisas e cartilhas informativas, produzindo cartazes e promovendo campanhas de prevenção para o rádio e televisão. O Centro de Documentação, criado em 1991, reúne todos os materiais lançados pela ABIA, além de um grande número de livros, teses, vídeos, artigos de jornais, entre outros materiais educativos, o que torna o CEDOC um dos maiores centros de informação sobre DSTs/HIV/AIDS do país. Atualmente, a associação é reconhecida como de utilidade pública municipal, estadual e federal, com registro junto ao Conselho Nacional de Assistência Social (CNAS).

## História

### Fundação
A ABIA foi fundada em 1986 por um grupo formado por profissionais e ativistas de diversas áreas, sua criação veio em resposta ao aumento da epidemia de HIV/AIDS no Brasil e falta de informações e respostas governamentais. Seu primeiro presidente foi o sociólogo Herbert José de Sousa, o Betinho, que junto de seus irmãos Henfil e Chico Mário, contraiu o HIV através de uma transfusão de sangue.
Entre seus diretores, destaca-se ainda o escritor Herbert Daniel que atuou na organização entre o anos de 1988 e 1992.

### Atualmente
Atualmente o cargo de Diretor Presidente da ABIA é regido pelo antropólogo Richard Parker.

## Projetos
A ONG desenvolve diversos projetos, como conferências, oficinas sobre a educação em tratamentos para o HIV e conscientização da população sobre a doença.
Ela também desenvolve seminários que abrangem diversas áreas como cidadania e direitos, saúde sexual e reprodutiva, políticas públicas e Aids.